# Julius Kariuki
Julius Kariuki (* 12. Juni 1961 in Nyahururu) ist ein ehemaliger kenianischer Leichtathlet und Olympiasieger.
Seinen ersten internationalen Wettkampf bestritt er bei den Olympischen Spielen 1984 in Los Angeles, als er im 3000 Meter-Hindernislauf Siebter wurde. Ein Jahr später wurde Kariuki afrikanischer Meister. Bei den Olympischen Spielen 1988 in Seoul galt Kariuki nicht als Favorit. Im Finale, das auf den ersten Runden sehr langsam gelaufen wurde, konnten sich Kariuki und Peter Koech von den restlichen Läufern absetzen. Eine Runde später zog Kariuki von seinem weitaus erfahreneren Landsmann davon und wurde Olympiasieger.
1989 gewann er den 10.000-Meter-Lauf an der Universiade in Duisburg. Im darauf folgenden Jahr gewann er mit Leichtigkeit die Goldmedaille im Hindernislauf bei den Commonwealth Games 1990. Den Hindernislauf bei den Weltmeisterschaften 1991 in Tokio beendete er auf dem vierten Platz. Zwar setzte Kariuki seine Karriere während einigen Jahren fort, doch die Dominanz der kenianischen Läufer war derart groß, dass er sich nicht mehr für internationale Meisterschaften qualifizieren konnte.